# 대성구역
대성구역(大城區域)은 평양직할시의 동북쪽에 위치한 구역이다. 인구는 2008년 기준으로 115,739명이다. 동쪽으로 삼석구역과 승호구역, 서쪽으로 모란봉구역, 남쪽으로 사동구역, 북쪽으로 룡성구역과 접한다. 이 구역에 김일성종합대학이 있고, 조선민주주의인민공화국의 언론기관인 조선중앙방송위원회가 있다. 김일성종합대학은 1946년에 처음 세워졌으며, 조선민주주의인민공화국 영재교육의 핵심이다. 조선중앙동물원은 얼마 전에 보수공사가 끝나고 평양시 시민들의 휴식터로 자리매김하고 있다. 이 외에 방송탑과 조선중앙식물원, 안학궁터와 대성산성남문, 주요 거리는 문덕거리와 금성거리가 있다.

## 역사
- 1946년 9월 - 평양시 서구에 속하게 되었다.
- 1952년 12월 - 서구의 이름이 서구역으로 변경되었다.
- 1958년 6월 - 서구역의 일부가 분리되어 대성구역이 설치되었다.

## 행정 구역
15개의 동으로 구성된다. 
- 대성동 (大城洞)
- 안학동 (安鶴洞)
- 갑문동 (閘門洞)
- 림흥동 (林興洞)
- 고산동 (高山洞)
- 룡남동 (龍南洞)
- 청암동 (淸岩洞)
- 미산 1동 (嵋山 1洞)
- 미산 2동 (嵋山 2洞)
- 미암동 (嵋岩洞)
- 룡북동 (龍北洞)
- 룡흥 1동 (龍興 1洞)
- 룡흥 2동 (龍興 2洞)
- 룡흥 3동 (龍興 3洞)
- 청호동 (淸湖洞)